# هاشیزومه ایسائو
هاشیزومه ایسائو (انگلیسی: Isao Hashizume؛ زادهٔ ۱۷ سپتامبر ۱۹۴۱) هنرپیشه اهل ژاپن است.
از فیلم‌هایی که وی در آن نقش داشته‌است، می‌توان به چه خانواده عجیبی! اشاره کرد.